# Franz Schreker
Franz Schreker (Mônaco, 23 de março de 1878 – Berlim, 21 de março de 1934) foi um compositor e maestro austríaco. Primariamente um compositor de óperas, seu estilo é caracterizado pela pluralidade estética (uma mistura de Romantismo, Naturalismo, Simbolismo, Impressionismo, Expressionismo e Neue Sachlichkeit).

## Obras
Óperas
- Flammen op.10 (1901/02)
- Der ferne Klang (1903-1910)
- Das Spielwerk und die Prinzessin (1908; 1909-1912); revised as Das Spielwerk (1915)
- Die Gezeichneten (1911; 1913-1915)
- Der Schatzgräber (1915-1918)
- Irrelohe (1919-1922)
- Der singende Teufel (1924; 1927-1928)
- Christophorus (oder Die Vision einer Oper) (1925-1929)
- Der Schmied von Gent (1929-1932)

Orquestral
- 1896: Love Song for string orchestra and harp (lost)
- 1899: Scherzo
- 1899: Symphony in A minor op.1 (final movement lost)
- 1900: Intermezzo for string orchestra op.8
- 1900: Scherzo for string orchestra
- 1902-1903: Ekkehard: Symphonic Overture op.12
- 1903: Romantische Suite op.14
- 1904: Phantastische Ouvertüre op.15
- 1906-1907: Nachtstück (from the opera Der ferne Klang)
- 1908-1910: Der Geburtstag der Infantin
- 1908: Festwalzer und Walzerintermezzo
- 1908: Valse lente
- 1908-1909: Ein Tanzspiel (Rokoko)
- 1913: Vorspiel zu einem Drama
- 1916: Chamber Symphony
- 1909/1922: Fünf Gesänge for low voice and orchestra
- 1922: Symphonic Interlude (from the opera Der Schatzgräber)
- 1923: Der Geburtstag der Infantin: Suite for large orchestra
- 1923/1927: Vom ewigen Leben: Two songs after Walt Whitman for soprano and orchestra
- 1928: Kleine Suite for small orchestra
- 1929-1930: Vier kleine Stücke for large orchestra
- 1932-1933: Das Weib des Intaphernes
- 1933: Vorspiel zu einer großen Oper

Coral
- 1900: Psalm 116 for 3-part women's chorus, orchestra and organ op.6
- 1902: Schwanensang for mixed choir and orchestra op.11

Câmara
- 1898: Sonata for violin and piano
- 1909: Der Wind for clarinet, horn, violin, 'cello and piano